# Adelphicos
Adelphicos är ett släkte av ormar som ingår i familjen snokar. Släktet tillhör underfamiljen Dipsadinae som ibland listas som familj.
Arterna är med en längd mindre än 75 cm små ormar. De förekommer i delstaten Chiapas i södra Mexiko, i Guatemala och i angränsande regioner. Individerna lever i skogar med ekar och tallar som kan vara molnskogar. De gräver i marken eller i lövskiktet och äter daggmaskar samt andra maskar. Honor lägger ägg.
Arter enligt Catalogue of Life:
- Adelphicos daryi
- Adelphicos ibarrorum
- Adelphicos latifasciatus
- Adelphicos nigrilatum
- Adelphicos quadrivirgatus
- Adelphicos veraepacis

The Reptile Database listar dessutom:
- Adelphicos newmanorum
- Adelphicos sargii
- Adelphicos visoninum